# Blåhuvad solfågel
Blåhuvad solfågel (Cyanomitra alinae) är en fågel i familjen solfåglar inom ordningen tättingar.

## Utseende och läte
Blåhuvad solfågel är en vacker, medelstor solfågel med lysande blått på huvud och bröst. Vid skuldran har den en gul fjädertofs, men denna hålls oftasst dold. Ögat är rött. Könen är lika varandra, men honan är mattare i färgerna. Sången är distinkt, en ljus stigande och fallande serie som kan upprepas under långa stunder. Hanen liknar hane grönhuvad solfågel, men är generellt mörkare och har rött öga.

## Utbredning och systematik
Blåhuvad solfågel delas upp i fem underarter med följande utbredning:
- C. a. marungensis – östra Demokratiska republiken Kongo (Marungubergen)
- C. a. alinae – bergstrakter i sydvästra Uganda och nordvästra Rwanda
- C. a. tanganjicae – bergsskogar i sydöstra Demokratiska republiken Kongo, sydvästra Rwanda och västra Burundi
- C. a. derooi – höglänta områden i nordöstra Demokratiska republiken Kongo (väster om Albertsjön och Edwardsjön)
- C. a. kaboboensis – östra Demokratiska republiken Kongo (bergsskogar kring Mount Kabobo)

## Levnadssätt
Blåhuvad solfågel hittas i bergsskogar. Den ses huvudsakligen i trädtaket.

## Status
Trots det begränsade utbredningsområdet och att den tros minska i antal anses beståndet vara livskraftigt av internationella naturvårdsunionen IUCN. 

## Namn
Fågelns vetenskapliga artnamn hedrar Lady Aline Louise Jackson (född Cooper, död 1966), gift med engelska ornitologen Frederick John Jackson.